# Адалид-и-Гамеро, Мануэль де
Мануэ́ль де Адали́д-и-Гаме́ро (исп. Manuel de Adalid y Gamero; 8 февраля 1872, Данли ― 29 марта 1947, Тегусигальпа) ― гондурасский композитор, дирижёр и педагог.

## Биография
Учился в Гондурасской национальной консерватории, а также осваивал профессию инженера. По окончании обучения служил церковным органистом в Гватемале и Данли. Технические навыки помогли ему сконструировать схожий с органом инструмент из бамбуковых трубок, который сам Адалид назвал «оркестрофоном». В 1895 он основал в родном городе Данли духовой оркестр, который через несколько лет приобрёл огромную популярность в стране и дал толчок для появления и развития таких коллективов в других городах. В 1915—1932 гг. (с трёхлетним перерывом) Адалид занимал пост генерального директора духовых оркестров Гондураса.
Для духовых оркестров Адалид сам писал польки, вальсы, марши, мазурки, однако его перу принадлежат и крупные концертные произведения. Два из них ― «Тропическая сюита» и «Похороны кролика» (исп. Los funerales de un conejito) были исполнены в Испании и США. Среди других сочинений композитора ― трио для скрипки, виолончели и арфы «Смерть барда», симфонические поэмы «Ночь в Гондурасе» и «Призраки заколдованного замка». Значительна также роль Адалида как педагога: в течение многих лет он преподавал в консерватории, где среди его учеников, в частности, был крупнейший гондурасский композитор-симфонист Франсиско Рамон Диас Селайя; Адалиду принадлежит учебник «Искусство дирижирования» (исп. El Arte de Dirigir; 1921).